# Filteranlage
Filteranlagen dienen einerseits zum Umweltschutz, andererseits zur Minderung des Energieverbrauchs oder für wirtschaftlicheren Betrieb von Anlagen.
Man unterscheidet zumindest:
- Filterung von Luft bzw. von Abluft
- Reinigung von Verbrennungs- und Rauchgasen
- Filterung von Brauch- und Trinkwasser
- Reinigung von Abwässern
- Filterung von Böden.

Die Gruppe der Filteranlagen (FA) in der Entwässerungstechnik wird unterteilt in
- mechanische Filter (MF)
  - mechanische Filter mit vorgeschalteter Retention (MFvR)
  - mechanische Retentionsfilter (MRF)
- Bodenfilter
  - Bodenfilter mit vorgeschalteter Retention (BFvR) wurden nur wenig gebaut und haben sich nicht durchsetzen können.
  - Retentionsbodenfilter (RBF) sind zum Stand der Technik geworden.

Insbesondere bei der Filtration von Schwebstoffen (Staub) wird in letzter Zeit der Anwenderschutz beim Filterwechsel zu einem immer wichtigeren Thema. Man spricht hierbei vom sogenannten Containment. Unternehmen nutzen diesen Trend, um mit etablierten Techniken im neuen Kontext Sicherheit zu gewährleisten.